# 薛西斯一世
薛西斯一世（羅馬化：Khshāyarshaⓘ，羅馬化：Xérxēs；约前519年—前465年）， 又译澤克西斯一世、泽尔士一世，是古波斯阿契美尼德王朝的国王（前486年—前465年在位）。他可能是圣经中提到的波斯国王亚哈随鲁。
薛西斯一世是大流士一世与居鲁士大帝之女阿托莎的儿子。其名字在波斯语中意思是“战士之王”。
他在即位后不久镇压了一次埃及的暴乱（前484年），埃及人极其反对波斯帝国的统治。
薛西斯一世继续进行与希臘的战争。他率大军入侵希腊，洗劫了雅典，摧毀了雅典衛城。但在萨拉米海战中被打败。晚年薛西斯一世縱情於酒色，親信小人，導致波斯帝國內亂。
薛西斯一世死于宫廷政变。他的宰相阿尔达班谋杀了他，并拥立他的儿子阿尔塔薛西斯一世为国王。

## 家庭
子女：
- 阿米缇斯（Amytis），阿美斯提（Amestris）之女
- 希斯塔斯普
- 阿尔塔薛西斯一世
- 阿萨米斯